# Elefant marí septentrional
L'elefant marí septentrional (Mirounga angustirostris) és una de les dues espècies d'elefant marí. Pertany a la família de les foques i manca d'orelles visibles. Viu a les costes nord-orientals de l'oceà Pacífic, des d'Alaska i la Colúmbia Britànica fins a la Baixa Califòrnia. Es capbussa a entre 300 i 800 metres de profunditat per buscar aliment, però els mascles poden baixar fins a 1.500 metres.